# Église Notre-Dame-de-Lorette d'Achao
L'église Notre-Dame-de-Lorette est une église catholique romaine située à Achao, dans l'archipel de Chiloé au Chili.

## Dédicace
L'église est dédiée à la Sainte Maison de Lorette. En espagnol, elle s'intitule iglesia Santa María de Loreto.

## Caractéristiques
L'église est construite à Achao village principal de l'île de Quinchao.
L'édifice est une construction en bois d'alerce et de cyprès.
Architecture jésuite chilote.

## Historique
L'église est classée comme monument national en 1951. L'église est répertoriée sur la liste des édifices en danger du Fonds mondial pour les monuments en 1996.
En 2000, avec 15 autres églises de l'archipel, l'église est inscrite au Patrimoine mondial par l'UNESCO.